# Arrondissement Les Andelys
Das Arrondissement Les Andelys ist eine französische Verwaltungseinheit im Département Eure innerhalb der Region Normandie. Verwaltungssitz (Unterpräfektur) ist Les Andelys.

## Wahlkreise
Im Arrondissement liegen neun Wahlkreise (Kantone):
- Kanton Les Andelys
- Kanton Gaillon
- Kanton Gisors
- Kanton Louviers
- Kanton Pacy-sur-Eure
- Kanton Pont-de-l’Arche
- Kanton Romilly-sur-Andelle
- Kanton Val-de-Reuil
- Kanton Vernon

## Gemeinden
Die Gemeinden des Arrondissements Les Andelys sind:
| 1. Acquigny (27003)                     | 2. Aigleville (27004)               | 3. Ailly (27005)                        | 4. Alizay (27008)                        |
| 5. Amécourt (27010)                     | 6. Amfreville-les-Champs (27012)    | 7. Amfreville-sous-les-Monts (27013)    | 8. Amfreville-sur-Iton (27014)           |
| 9. Andé (27015)                         | 10. Les Andelys (27016)             | 11. Autheuil-Authouillet (27025)        | 12. Authevernes (27026)                  |
| 13. Bacqueville (27034)                 | 14. Bazincourt-sur-Epte (27045)     | 15. Beauficel-en-Lyons (27048)          | 16. Bernouville (27059)                  |
| 17. Bézu-la-Forêt (27066)               | 18. Bézu-Saint-Éloi (27067)         | 19. Bois-Jérôme-Saint-Ouen (27072)      | 20. Boisset-les-Prévanches (27076)       |
| 21. La Boissière (27078)                | 22. Bosquentin (27094)              | 23. Bouafles (27097)                    | 24. Bouchevilliers (27098)               |
| 25. Bourg-Beaudouin (27104)             | 26. Breuilpont (27114)              | 27. Bueil (27119)                       | 28. Caillouet-Orgeville (27123)          |
| 29. Cailly-sur-Eure (27124)             | 30. Chaignes (27136)                | 31. Chambray (27140)                    | 32. Champenard (27142)                   |
| 33. La Chapelle-Longueville (27554)     | 34. Charleval (27151)               | 35. Château-sur-Epte (27152)            | 36. Chauvincourt-Provemont (27153)       |
| 37. Croisy-sur-Eure (27190)             | 38. Clef Vallée d’Eure (27191)      | 39. Connelles (27168)                   | 40. Le Cormier (27171)                   |
| 41. Coudray (27176)                     | 42. Courcelles-sur-Seine (27180)    | 43. Crasville (27184)                   | 44. Criquebeuf-sur-Seine (27188)         |
| 45. Cuverville (27194)                  | 46. Les Damps (27196)               | 47. Dangu (27199)                       | 48. Daubeuf-près-Vatteville (27202)      |
| 49. Douains (27203)                     | 50. Doudeauville-en-Vexin (27204)   | 51. Douville-sur-Andelle (27205)        | 52. Écouis (27214)                       |
| 53. Étrépagny (27226)                   | 54. Fains (27231)                   | 55. Farceaux (27232)                    | 56. Fleury-la-Forêt (27245)              |
| 57. Fleury-sur-Andelle (27246)          | 58. Flipou (27247)                  | 59. Fontaine-Bellenger (27249)          | 60. Fontaine-sous-Jouy (27254)           |
| 61. Frenelles-en-Vexin (27070)          | 62. Gadencourt (27273)              | 63. Gaillon (27275)                     | 64. Gamaches-en-Vexin (27276)            |
| 65. Gasny (27279)                       | 66. Gisors (27284)                  | 67. Giverny (27285)                     | 68. Guerny (27304)                       |
| 69. Guiseniers (27307)                  | 70. Hacqueville (27310)             | 71. Hardencourt-Cocherel (27312)        | 72. Harquency (27315)                    |
| 73. La Haye-le-Comte (27321)            | 74. La Haye-Malherbe (27322)        | 75. Hébécourt (27324)                   | 76. Hécourt (27326)                      |
| 77. Hennezis (27329)                    | 78. Herqueville (27330)             | 79. Heubécourt-Haricourt (27331)        | 80. Heudebouville (27332)                |
| 81. Heudicourt (27333)                  | 82. Heudreville-sur-Eure (27335)    | 83. La Heunière (27336)                 | 84. Heuqueville (27337)                  |
| 85. Les Hogues (27338)                  | 86. Houlbec-Cocherel (27343)        | 87. Houville-en-Vexin (27346)           | 88. Igoville (27348)                     |
| 89. Incarville (27351)                  | 90. Jouy-sur-Eure (27358)           | 91. Léry (27365)                        | 92. Letteguives (27366)                  |
| 93. Lilly (27369)                       | 94. Lisors (27370)                  | 95. Longchamps (27372)                  | 96. Lorleau (27373)                      |
| 97. Louviers (27375)                    | 98. Lyons-la-Forêt (27377)          | 99. Mainneville (27379)                 | 100. Le Manoir (27386)                   |
| 101. Martagny (27392)                   | 102. Martot (27394)                 | 103. Ménesqueville (27396)              | 104. Ménilles (27397)                    |
| 105. Mercey (27399)                     | 106. Merey (27400)                  | 107. Le Mesnil-Jourdain (27403)         | 108. Mesnil-sous-Vienne (27405)          |
| 109. Mesnil-Verclives (27407)           | 110. Mézières-en-Vexin (27408)      | 111. Morgny (27417)                     | 112. Mouflaines (27420)                  |
| 113. Muids (27422)                      | 114. Neaufles-Saint-Martin (27426)  | 115. Neuilly (27429)                    | 116. La Neuve-Grange (27430)             |
| 117. Nojeon-en-Vexin (27437)            | 118. Notre-Dame-de-l’Isle (27440)   | 119. Noyers (27445)                     | 120. Pacy-sur-Eure (27448)               |
| 121. Perriers-sur-Andelle (27453)       | 122. Perruel (27454)                | 123. Pinterville (27456)                | 124. Pîtres (27458)                      |
| 125. Le Plessis-Hébert (27465)          | 126. Pont-de-l’Arche (27469)        | 127. Pont-Saint-Pierre (27470)          | 128. Porte-de-Seine (27471)              |
| 129. Port-Mort (27473)                  | 130. Poses (27474)                  | 131. Pressagny-l’Orgueilleux (27477)    | 132. Puchay (27480)                      |
| 133. Quatremare (27483)                 | 134. Radepont (27487)               | 135. Renneville (27488)                 | 136. Richeville (27490)                  |
| 137. Romilly-sur-Andelle (27493)        | 138. La Roquette (27495)            | 139. Rosay-sur-Lieure (27496)           | 140. Rouvray (27501)                     |
| 141. Saint-Aubin-sur-Gaillon (27517)    | 142. Saint-Denis-le-Ferment (27533) | 143. Saint-Étienne-du-Vauvray (27537)   | 144. Saint-Étienne-sous-Bailleul (27539) |
| 145. Saint-Julien-de-la-Liègue (27553)  | 146. Saint-Marcel (27562)           | 147. Saint-Pierre-de-Bailleul (27589)   | 148. Saint-Pierre-du-Vauvray (27598)     |
| 149. Saint-Pierre-la-Garenne (27599)    | 150. Saint-Vincent-des-Bois (27612) | 151. Sainte-Colombe-près-Vernon (27525) | 152. Sainte-Geneviève-lès-Gasny (27540)  |
| 153. Sainte-Marie-de-Vatimesnil (27567) | 154. Sancourt (27614)               | 155. Saussay-la-Campagne (27617)        | 156. Surtauville (27623)                 |
| 157. Surville (27624)                   | 158. Suzay (27625)                  | 159. Terres de Bord (27412)             | 160. Le Thil (27632)                     |
| 161. Les Thilliers-en-Vexin (27633)     | 162. Le Thuit (27635)               | 163. Tilly (27644)                      | 164. Touffreville (27649)                |
| 165. Les Trois Lacs (27058)             | 166. Le Tronquay (27664)            | 167. La Vacherie (27666)                | 168. Le Val d’Hazey (27022)              |
| 169. Val d’Orger (27294)                | 170. Val-de-Reuil (27701)           | 171. Vandrimare (27670)                 | 172. Vascœuil (27672)                    |
| 173. Vatteville (27673)                 | 174. Le Vaudreuil (27528)           | 175. Vaux-sur-Eure (27674)              | 176. Vernon (27681)                      |
| 177. Vesly (27682)                      | 178. Vexin-sur-Epte (27213)         | 179. Vézillon (27683)                   | 180. Villegats (27689)                   |
| 181. Villers-en-Vexin (27690)           | 182. Villers-sur-le-Roule (27691)   | 183. Villez-sous-Bailleul (27694)       | 184. Villiers-en-Désœuvre (27696)        |
| 185. Vironvay (27697)                   |                                     |                                         |                                          |

## Neuordnung der Arrondissements 2017

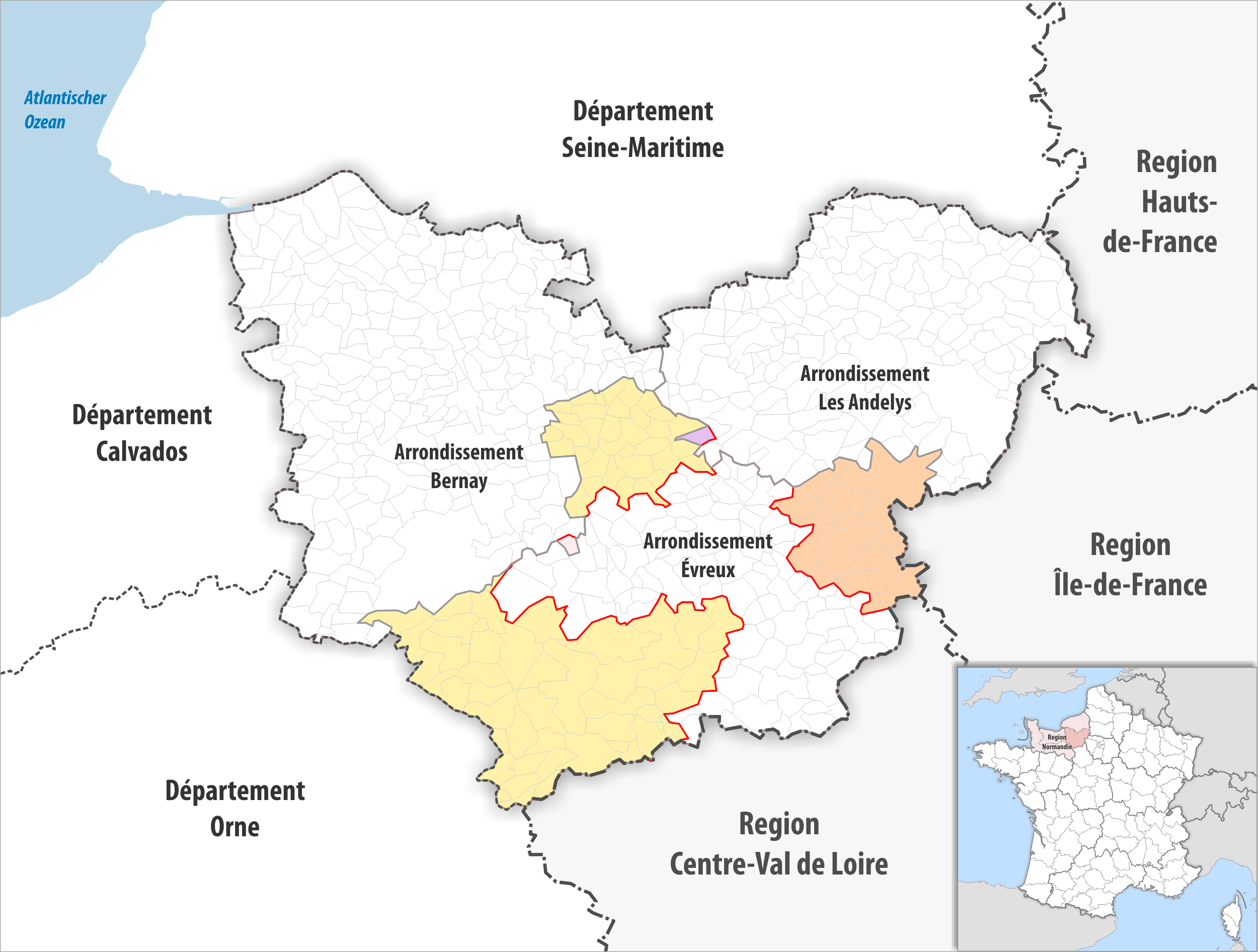
Arrondissementsanpassungen im Jahr 2017

Durch die Neuordnung der Arrondissements im Jahr 2017 wurde die Fläche der 35 Gemeinden Aigleville, Boisset-les-Prévanches, La Boissière, Breuilpont, Bueil, Caillouet-Orgeville, Chaignes, Chambray, La Chapelle-Longueville, Le Cormier, Croisy-sur-Eure, Douains, Fains, Fontaine-sous-Jouy, Gadencourt, Hardencourt-Cocherel, Hécourt, La Heunière, Houlbec-Cocherel, Jouy-sur-Eure, Ménilles, Mercey, Merey, Neuilly, Pacy-sur-Eure, Le Plessis-Hébert, Rouvray, Saint-Marcel, Saint-Vincent-des-Bois, Sainte-Colombe-près-Vernon, Vaux-sur-Eure, Vernon, Villegats, Villez-sous-Bailleul, Villiers-en-Désœuvre vom Arrondissement Évreux dem Arrondissement Les Andelys zugewiesen.
Dafür wechselte die Fläche der Gemeinde Hondouville vom Arrondissement Les Andelys zum Arrondissement Bernay.

## Neuordnung der Arrondissements auf 2006
Durch die Neuordnung der Arrondissemente im Jahre 2006 wurde die Fläche der 19 Gemeinden Acquigny, Amfreville-sur-Iton, Andé, Crasville, La Haye-le-Comte, La Haye-Malherbe, Heudebouville, Hondouville, Incarville, Louviers, Le Mesnil-Jourdain, Pinterville, Quatremare, Saint-Étienne-du-Vauvray, Saint-Pierre-du-Vauvray, Surtauville, Surville, La Vacherie und Vironvay vom Arrondissement Évreux dem Arrondissement Les Andelys zugewiesen.

## Ehemalige Gemeinden seit der landesweiten Neuordnung der Arrondissements
bis 2018:
Boisemont, Corny, Fresne-l’Archevêque
bis 2017:
Porte-Joie, Tournedos-sur-Seine
bis 2016:
Bernières-sur-Seine, Gaillardbois-Cressenville, Grainville, Montaure, Tosny, Tostes, Venables
bis 2015:
Aubevoye, Berthenonville, Bus-Saint-Rémy, Cahaignes, Cantiers, Civières, La Croix-Saint-Leufroy, Dampsmesnil, Écardenville-sur-Eure, Écos, Fontaine-Heudebourg, Fontenay-en-Vexin, Forêt-la-Folie, Fourges, Fours-en-Vexin, Guitry, Panilleuse, Sainte-Barbe-sur-Gaillon, Tourny, Vieux-Villez